# واکر شیمی
واکر شیمی (به آلمانی: Wacker Chemie) شرکت شیمیایی آلمانی است که در سال ۱۹۱۴ میلادی در مونیخ آلمان تأسیس شد. بخش عمده سهام این شرکت در اختیار خانواده واکر است. عمده فعالیت این شرکت بر سیلیسیوم و ترکیبات آن شامل رزین‌ها و پلیمرهای سیلیکونی تمرکز دارد.